# Barranc de Viu
El barranc de Viu, o Riuet de Viu, és un barranc afluent del riuet del Convent. Neix dins de l'antic terme de Viu de Llevata i després discorre per l'antic terme de Malpàs, des del 1970 tots dos del municipi del Pont de Suert, de l'Alta Ribagorça.
El barranc es forma a prop i al sud-est del poble de Viu de Llevata per la unió de dos barrancs: el de Pollavia, que ve del sud-oest, i el d'Adons, que procedeix del sud-est. El seu curs, força sinuós, emprèn la direcció general nord-oest, i marca una profunda i estreta vall, per la qual discorre la carretera N-260, paral·lela al riu quasi tota l'estona.
El primer tram, després de formar-se, és en direcció nord, lleugerament nord-est, fins que rep l'afluència del barranc de Sallent per la dreta, al lloc on hi havia hagut el Molí de Viu; en aquell moment comença a decantar-se cap al nord-oest, fent moltes ziga-zagues, i al cap de poc, també per la dreta, rep el barranc dels Torrents. Ja clarament en direcció a ponent, rep per la dreta el barranc de les Llongues, i al cap de molt poc troba el desnivell que provoca el Salt de l'Aigua, ben bé al nord del poble de Viu de Llevata.
Poc després rep per l'esquerra el barranc de Fontfreda; torna a canviar de direcció, ara cap al nord-oest, i poc després per l'esquerra rep el barranc de Milves i de seguida, ara per la dreta, el barranc de Massivert. Arribant als Prats de Massivert, troba per la dreta la Canal de la Moixa, i un tros després el barranc de Malpàs, que significa el final del seu recorregut, en formar tots dos barrancs el Riuet del Convent.